# Crameria intercisa
Crameria intercisa är en fjärilsart som beskrevs av Felder 1868-1874. Crameria intercisa ingår i släktet Crameria och familjen nattflyn. Inga underarter finns listade i Catalogue of Life.